# Ki Hong Lee
Ki Hong Lee (Szöul, 1986. szeptember 30. –) amerikai színész.
Legismertebb szerepei közé tartozik Minho Az útvesztő filmsorozatban és Dong Nguyen a Netflix A megtörhetetlen Kimmy Schmidt című sitcomjában.

## Fiatalkora és tanulmányai
1986. szeptember 30-án született a dél-koreai Szöulban. Hatéves korában szüleivel az új-zélandi Aucklandbe költözött. Nyolcéves korában a család továbbköltözött Los Angelesbe.
Középiskolás korában kezdett el színészkedni, amikor egyházi előadásokon szerepelt. 2004 és 2008 között a Kaliforniai Egyetemen tanult pszichológiát. A főiskolán tagja volt a Liberty in North Korea (LiNK) főiskolai csoportjának, és gyakornokként dolgozott a központjukban. Eredetileg tanár szeretett volna lenni, de a színészi pálya felé fordult, miután főiskolás korában megnézte Aaron Yoo-t a Disturbia (2007) című filmben.
A főiskola után szülei Sundubu Jjigae éttermében, a Tofu Village-ben dolgozott Los Angeles Kis-Tokió városrészében, miközben színészként próbált érvényesülni.

## Magánélete
2015. március 7-én vette feleségül gyermekkori barátnőjét, Hayoung Choi-t. Lányuk 2016 végén született meg.
Choi játszotta Lee karakterének új barátnőjét a 2013-as She Has a Boyfriend című rövidfilmben, amelyet a Wong Fu Productions készített.

## Filmográfia

### Film
| Év   | Magyar cím                        | Eredeti cím                    | Szerep                                     | Magyar hang  |
| ---- | --------------------------------- | ------------------------------ | ------------------------------------------ | ------------ |
| 2010 | Social Network – A közösségi háló | The Social Network             | Cambridge-i diák (stáblistán nem szerepel) |              |
| 2013 |                                   | Yellow Face                    | BD Wong                                    |              |
| 2014 | Az útvesztő                       | The Maze Runner                | Minho                                      | Berkes Bence |
| 2015 | A stanfordi börtönkísérlet        | The Stanford Prison Experiment | Gavin Chan                                 | Berkes Bence |
| 2015 |                                   | Everything Before Us           | Jay                                        |              |
| 2015 | Az útvesztő: Tűzpróba             | Maze Runner: The Scorch Trials | Minho                                      | Berkes Bence |
| 2017 |                                   | Two Bellmen Three              | Jun Lee                                    |              |
| 2017 |                                   | The Mayor                      | Steve                                      |              |
| 2017 |                                   | Wish Upon                      | Ryan Hui                                   |              |
| 2018 | Az útvesztő: Halálkúra            | Maze Runner: The Death Cure    | Minho                                      | Berkes Bence |
| 2018 |                                   | The Public                     | Chip                                       |              |
| 2020 | Gyilkos vonások                   | Looks That Kill                | Dan                                        | Penke Bence  |

### Televízió
| Év        | Magyar cím                     | Eredeti cím                              | Szerep                                      | Megjegyzések                   |
| --------- | ------------------------------ | ---------------------------------------- | ------------------------------------------- | ------------------------------ |
| 2010      | V, mint Viktória               | Victorious                               | Clayton                                     | 2 epizód                       |
| 2010      | Az amerikai tini titkos élete  | The Secret Life of the American Teenager | diák                                        | 1 epizód                       |
| 2010      | Modern család                  | Modern Family                            | pincér                                      | 1 epizód                       |
| 2011      |                                | The Nine Lives of Chloe King             | Paul                                        | főszereplő (10 epizód)         |
| 2011      | Új csaj                        | New Girl                                 | Hector                                      | 1 epizód                       |
| 2012      | Ügyféllista                    | The Client List                          | kiszállító                                  | 1 epizód                       |
| 2013      | Zsaruvér                       | Blue Bloods                              | David Lin                                   | 1 epizód                       |
| 2014      | NCIS                           | NCIS                                     | Chris Hoffman                               | 1 epizód                       |
| 2015      | Suttogók                       | The Whispers                             | Peter Kim                                   | 1 epizód                       |
| 2015–2016 | A megtörhetetlen Kimmy Schmidt | Unbreakable Kimmy Schmidt                | Dong Nguyen                                 | visszatérő szereplő (8 epizód) |
| 2019      | Mr. Whiskey                    | Whiskey Cavalier                         | Jung                                        | 1 epizód                       |
| 2020      | Marvel Pókember                | Spider-Man                               | Amadeus Cho / Totally Awesome Hulk (hangja) | 2 epizód                       |
| 2021      | Dave                           | Dave                                     | Dan Kim                                     | 2 epizód                       |
| 2021      | Robotcsirke                    | Robot Chicken                            | Cody Martin / Naruto (hangja)               | 1 epizód                       |
| 2022      | Rács                           | Grid                                     | férfi a jövőből                             | 1 epizód                       |

### Rövidfilmek
| Év   | Cím                                   | Szerep            | Megjegyzések                                   |
| ---- | ------------------------------------- | ----------------- | ---------------------------------------------- |
| 2011 | All in All                            | Jeremy            |                                                |
| 2012 | Take It Slow                          | Brian             | Wong Fu Productions                            |
| 2012 | Fratervention: The End of Bro'ing Out | Keith             |                                                |
| 2012 | Away We Happened                      | Ben               | - Wong Fu Productions - minisorozat (6 epizód) |
| 2012 | Always You                            | James             | YOMYOMF Network                                |
| 2012 | MotherLover                           | Chaz Seong        | - YOMYOMF Network - minisorozat (6 epizód)     |
| 2013 | The Master Chef                       | John Suh          | Jubilee projekt                                |
| 2013 | This Is How We Never Met              | fiú               | Wong Fu Productions                            |
| 2013 | Somewhere Like This                   | barát             | Wong Fu Productions                            |
| 2013 | To Those Nights                       | Elijah bárbarátai | Wong Fu Productions                            |
| 2013 | She Has a Boyfriend                   | Frank             | Wong Fu Productions                            |
| 2014 | This Time                             | Manny Park        | Jubilee projekt                                |
| 2017 | Asian Bachelorette                    | Tom               | Wong Fu Productions                            |
| 2018 | Asian Bachelorette 2                  | Tom / Tobby       | Wong Fu Productions                            |
| 2020 | Si                                    | Si                |                                                |

## Színház
| Év   | Cím         | Szerep |
| ---- | ----------- | ------ |
| 2011 | Wrinkles    | Jason  |
| 2017 | Office Hour | Dennis |

### Videójátékok
| Év   | Cím                | Szerep            |
| ---- | ------------------ | ----------------- |
| 2013 | Grand Theft Auto V | lakosság (hangja) |

## Fordítás
- Ez a szócikk részben vagy egészben  a   Ki Hong Lee című angol Wikipédia-szócikk fordításán alapul.  Az eredeti cikk szerkesztőit annak laptörténete sorolja fel. Ez a jelzés csupán a megfogalmazás eredetét és a szerzői jogokat jelzi, nem szolgál a cikkben szereplő információk forrásmegjelöléseként.